# يو إس إس آيوا (بي بي-61)
يو إس إس آيوا (بالإنجليزية: USS Iowa (BB-61))‏ هي بارجة تابعة للبحرية الأمريكية دخلت الخدمة أثناء الحرب العالمية الثانية وهي السفينة الوحيدة من فئتها التي خدمت في المحيط الأطلسي.